# Bright Idea
Bright Idea è l'album di debutto della band californiana Orson.

## Tracce
1. Bright Idea – 4:13
2. No Tomorrow – 2:47
3. Happiness – 3:56
4. Already Over – 3:52
5. Tryin' to Help – 3:04
6. So Ahead of Me – 3:34
7. Last Night – 4:33
8. Look Around – 5:05
9. Save the World – 3:40
10. Okay Song – 3:50